# Terminologia tańca klasycznego
Terminologia tańca klasycznego służy do opisu kombinacji kroków, pozycji, póz, ruchów ciała oraz wielu innych elementów z których składa się technika baletu klasycznego.
Znaczna część terminologii baletowej pochodzi z języka francuskiego.

## A
- À la seconde – termin określający kierunek do boku (dosłownie z francuskiego „w drugą pozycję”).

- Adagio (fr. adage, wł. adagio)

ćwiczenie: taneczna fraza składająca się z póz, pochyleń, różnego rodzaju podnoszeń nóg, wolnych obrotów i pracy rąk; pozwala wypracować koordynację i równowagę ciała,
spektakl: taniec dwojga solistów, wolny początek pas de deux, po którym następują dwie partie solowe i partia finałowa.
- Allegro – część lekcji tańca składająca się ze skoków, taniec z dużą liczbą skoków i techniki palcowej (na pointach) – większość entrées, wariacji, również cody i ansamble.

- Allongé – poza w tańcu klasycznym (rodzaj arabeski), układ rąk – wydłużony, w odróżnieniu od arrondi (zaokrąglonego), ruch polegający na wyprostowaniu zamkniętej pozy rąk.

- Aplomb – utrzymanie równowagi. Określenie opisujące poprawną koordynację ciała w tańcu, która jest podstawą jego sprawnego wykonania.

- Arabesque – arabeska, poza w tańcu (inspirowana motywami orientalnymi). Ciało postawione na jednej nodze, druga wyprostowana, uniesiona z tyłu. Dla uzyskania poprawności należy zachować równowagę. W pozie tej wykonuje się również tendu, obroty i skoki. Wyróżnia się cztery pozycje arabesque, uzależnione od położenia rąk i nóg.

- Arrondi – oznaczenie zaokrąglonej pozy rąk (od ramienia do palców) w odróżnieniu od allongé.

- Assemblé – dosłownie znaczy „zbierać”. Jest to skok. Rozpoczyna się go w piątej pozycji, w plié. Jednocześnie jedna noga wyrzucana jest w powietrze, a na drugiej wykonuje się wyskok. Następnie nogi łączy się w powietrzu razem i kończy skok również w piątej pozycji. Wykonuje się go w każdym kierunku, w miejscu, jak i z przesunięciem. Jest również grand assemblé, wykonywane wysoko, z obrotem bądź bez.

- Attitude – poza w tańcu. Ciało postawione na jednej nodze, druga zgięta z tyłu lub przodu, wykręcona, uniesiona. W pozie tej wykonuje się również obroty i skoki. Rozróżnia się pozę attitude croisée i attitude affacée.

## B
- Balanse – ruch, w którym przy przestępowaniu z nogi na nogę występuje demi plie (przysiad na dwóch lub jednej nodze, ugięcie kolan bez odrywania pięt od podłogi) i podnoszenie się na pół palce, wprowadzane skłonami tułowia, co daje wrażenie miarowego kołysania.

- Baletmistrz – termin ten w różnych czasach określał inną osobę – pod pojęciem tym kryć się mógł zarówno kierownik zespołu baletowego, nauczyciel tańca (pedagog baletu), jak i choreograf. Generalnie mianem baletmistrza przyjęło się nazywać nauczyciela, który pracuje z tancerzami często zarówno podczas codziennych ćwiczeń (na codzienną lekcję do znanych baletmistrzów chodziły największe sławy), jak i nad nowymi rolami i bieżącym repertuarem. To nie tylko pedagog, ale osoba kształtująca i odpowiadająca za techniczno-artystyczny poziom zespołu baletowego. Często popełnianym błędem jest używanie słowa baletmistrz wymiennie ze słowem tancerz lub solista baletu – baletmistrzami zwykle bywają emerytowani tancerze.

- Ballon – główny składnik elewacji, w XIX w. zdolność, dar elastyczności odbicia od podłogi przed wysokim skokiem, w XX w. umiejętność zatrzymania się w powietrzu w czasie skoku, zachowując pozę.

- Ballonné – skok na jednej nodze z ruchem za nogą pracującą, która po wyciągnięciu się w czasie skoku, powraca w położenie sur le cou de pied (położenie wyciągniętej stopy nogi pracującej na kostce nogi oporowej – z tyłu lub przodu) w momencie opuszczania nogi opornej.

- Ballotté – skok w przód lub tył, w czasie którego wyciągnięte nogi znajdują się w V pozycji. Potem jedną nogę podnosi się przez sur le cou de pied i wyciąga zgodnie z kierunkiem skoku, drugą opuszcza się na ziemię w demi plie, tułów odgina się od podniesionej nogi.

- Battement – ruch nogi polegający na jej odwodzeniu i przywodzeniu, w jakimkolwiek kierunku, wyprostowanej lub zgiętej, po podłodze lub w powietrzu.

- Battement jeté – energiczne wysunięcie nogi na 25 stopni przez szurnięcie (battement tendu). Jete wykonujemy z pozycji piątej oraz pierwszej.

- Batterie – element pracy nóg w powietrzu, polegający na uderzaniu jednej nogi o drugą. Wyróżnia się trzy rodzaje batteries – pas battu, entrechat, brisé. Zastosowanie tego elementu pokazuje wirtuozerię i technikę wykonawcy.

- Battu – pas battu to każde pas ozdobione batteries – uderzeniem lub uderzeniami łydki o łydkę.

- Bourrée – pas de bourrée – miękkie, ostre lub łączne kroki, wykonywane z przemianą nogi lub bez, we wszystkich kierunkach, również z obrotem. Podstawową formą jest pas de bourrée simple – krzyżowe przestępowanie z nogi na nogę (np. w wariacji w Rajmondzie Głazunowa). W czasie przestępowania wolna noga wyraziście podnosi się sur le cou de pied.

## C
- Cabriole – skok w tańcu, składający się z trzech faz: wyskoku z jednej nogi, uderzenia nią w drugą nogę znajdującą się w powietrzu, oraz lądowania na tej samej nodze. Wykonuje się go w różnych kierunkach na 45° lub 90°, z różną liczbą uderzeń (pojedynczy, podwójny, potrójny). Termin zaczerpnięty z terminologii jeździeckiej, nazwa cabriole oznaczała skok konia z silnym wyrzuceniem nóg. Uchodzi za jedną z najtrudniejszych form skoku. Jedna noga zostaje wyrzucona w górę (w przód lub tył – w pozie arabesque), druga „dogania” ją w powietrzu i uderza łydką o łydkę nogi wyrzuconej, tułów zostaje mocno odchylony w kierunku przeciwnym do kierunku wyrzucenia nóg. Podczas wykonywania cabriole powstaje złudzenie zatrzymania tancerza w powietrzu w pozie niemal poziomej. Mężczyźni wykonują cabriole z dwoma uderzeniami, wybitnie uzdolnieni, silni mistrzowie – z większą liczbą uderzeń.

- Chaînes – ciąg obrotów na palcach lub pół palcach na dwóch nogach, podczas których lewa noga kończąc obrót staje na miejscu prawej. Nogi powinny być trzymane jak najbliżej siebie, „nierozjeżdżanie się” podczas c. jest koniecznym warunkiem dobrego wykonania. Rozpędu do wykonania tours chaînes nabiera się wyrzucając jedną rękę w przód, później obie ręce trzyma się blisko tułowia złączone. Agrypina Waganowa porównuje c. do pędzącego łańcucha małych kółek kreślonego najczęściej po przekątnej sceny. Chaînes bywa często elementem kończącym wariację np. po rzędzie piruetów lub jetés, oraz elementem łączącym te ewolucje w trakcje wariacji.

- Changements de pieds – z franc. dosłowne: zamiana stóp. Jest to grupa skoków, podczas których w powietrzu następuje zamiana nóg – jeśli przy początkowym plié (ugięciu kolan przed wyskokiem) prawa noga była w przodzie, przy lądowaniu w przodzie będzie noga lewa. Bardziej skomplikowane rodzaje ch. de p. zakładają wielokrotna zamianę (skrzyżowanie) nóg w powietrzu. Do changements de pieds należą m.in. echappes i entrechats.

- Chassé – skok, przy wykonaniu którego jedna noga jakby „dogania” drugą, łączy się z nią w V pozycji w najwyższym punkcie skoku. Może być samodzielnym ruchem lub być wykonywane jako pas łączące między wielkimi skokami, w tańcu baletowym pas chassé wykonuje się z minimalnym „parterowym” skokiem lub bez skoku ze ślizgiem po podłodze.

- Coda – końcowa część różnych form tanecznych przede wszystkim o charakterze popisowym następująca po wariacjach, finał aktu z udziałem wszystkich występujących postaci, corps de ballet, najczęściej wspólny taniec.

- Corps de ballet – z franc. dosłownie: ciało baletowe. Corps de ballet to inaczej zespół tancerek i tancerzy, którzy wykonują zwykle tańce zespołowe w dużych grup. Żeńskie i męskie corps de ballet to niezastąpione piękne tło dla solistów, a także zbiorowy bohater dużych widowisk baletowych. W baletach klasycznych corps de ballet występuje zwykle jako zespół zunifikowanych, jednakowych postaci, które wyobrażają jakąś zbiorowość, a głównym elementem, którym oddziałuje na widza jest jednolitość i perfekcja tego samego ruchu wykonywanego w jednym czasie. W zespołach baletowych z reguły liczniejsze bywa żeńskie corps de ballet, ponieważ w klasycznych spektaklach baletowych to ono ma więcej do tańczenia, jest też częściej wykorzystywane jako tańcząca „masa” np. łabędzie, wilidy, duchy, śnieżynki itp.

- Coupé – maleńki, pośredni ruch służący jako przygotowanie do rozpoczęcia innego pas, np. przejście z nogi na nogę z plié przez sur le cou-de-pied.

- Coupe jeté – w tańcu baletowym podskoki z obrotem z jednej nogi na drugą wykonywane dookoła sceny

- Couru – pas couru – pomocniczy ruch, taneczny bieg, wykorzystywany dla połączenia części tańca, np. rozbieg przed skokiem.

- Croisé – jedna z głównych póz tańca klasycznego, w której linie krzyżują się. Powstaje przez obrócenie korpusu na 1/8 okręgu z V pozycji en face (frontalnie w stosunku do widowni) w kierunku en dedans.

## D
- Danseur de caractère – w tradycji baletowej pewnym typom postaci przypisywane były określone cechy wyglądu zewnętrznego. Role amantów tańczyć mogli generalnie tancerze w miarę wysocy, smukli, proporcjonalnie zbudowani, najlepiej o regularnych rysach twarzy (danseur noble). Inni, tzn. nieposiadający takich warunków, za to odznaczający się wyrazistym aktorstwem, grą i umiejętnością budowania charakterystycznych (komicznych lub tzw. złych) postaci, zwani byli tancerzami charakterystycznymi (danseur de caractère). Oczywiście i dawniej, i szczególnie dziś, nie tylko warunki zewnętrzne wyznaczają, kto jest tancerzem charakterystycznym czy pół charakterystycznym, pół klasycznym (demi klasycznym), ale predyspozycje artystyczne – technika, wyraz, osobowość. We współczesnym balecie kryteria te są nieostre, ale w trakcie kariery tancerza łatwo zaobserwować, w jakim emplois wypada najlepiej, w związku z czym, jaki typ reprezentuje.

- Danseur noble – w historii tańca były okresy, kiedy pewne cechy anatomiczne przyporządkowano do określonego emploi tancerzy, tworząc wyidealizowany ich wzorzec. Wysoki wzrost, smukły tułów, długie nogi – to danseur noble, od którego często nie wymagano wybitnie wyrazistej gry aktorskiej, który za to musiał prezentować świetne umiejętności techniczne (główny amant ma zawsze najtrudniejszą partię) oraz przekonująco wypadać w rolach książąt i innych baletowych kawalerów. Historia baletu notuje jednak wielu świetnych tancerzy, którzy nie posiadając idealnych warunków, mieli za to wyjątkowy talent i osobowość, dzięki którym zasłynęli jako odtwórcy głównych ról w całej literaturze baletowej.

- Dégagé – przeprowadzenie stopy nogi pracującej przez powietrze np. do II pozycji, jakby „wyjęcie” stopy z V lub IV pozycji nie drogą battements.

- Demi – oznacza wykonanie Pas w połowie, np. demi plié – półprzysiad, demi pointe – pół palce, demi rond – pół okręgu.

- Demi-plié relevé – termin łączący dwa ruchy w nierozerwalną całość – półprzysiad i następnie powstanie na pół palce i palce, np. przed piruetem.

- Développé – rodzaj Battements. Noga pracująca z V pozycji zgięta w kolanie sunie noskiem po drugiej nodze, dosięga kolana i zostaje wyciągnięta w przód, w bok lub w tył. Osiągnąwszy maksymalną wysokość zostaje opuszczona do V pozycji. Istnieją różne złożone formy développé, np. développé passé, développé ballotté, développé tombé.

- Double – termin wskazujący na podwójne (dwukrotne) wykonanie pas.

- Drążek (fr. la barre) – drewniana poręcz przytwierdzona do ściany sali baletowej, której trzymają się uczniowie lub tancerze podczas pierwszych ćwiczeń. Drążek zastępuje rękę partnera, służy jako pomoc przy początkowych ćwiczeniach rozgrzewających oraz do złapania równowagi i ustawienia korpusu, „drążkiem” bywa określana przez tancerzy pierwsza część codziennej lekcji baletowej, druga odbywająca się już bez jego pomocy to ćwiczenia na środku sali, czyli „środek”.

- Divertissement (fr. „rozrywka, zabawa”) – wywodzące się z francuskiej kultury dworskiej krótkie widowiska o charakterze mieszanym. Najczęściej określano tym terminem widowiska baletowe stanowiące interludium w operze lub w antraktach spektaklu teatralnego, w ich skład wchodziły jednak również muzyka, śpiew i recytacja. Divertissement miały charakter rozrywkowy lub okolicznościowy, często wiązały się z uroczystościami dworskimi. W operze i balecie popularne były do XIX wieku.

## E
- Ecarté – poza tańca klasycznego, w której ciało tancerza rozciągnięte jest po przekątnej, noga podniesiona jest w bok (á la seconde), tułów odgięty od podniesionej nogi, ręka odpowiadająca podniesionej nodze znajduje się w III pozycji, druga ręka jest w II pozycji, głowa odwrócona jest w stronę nogi podniesionej (ecarté w przód) lub od niej (ecarté w tył).

- Echappé – ruch składający się z dwóch skoków, w czasie których nogi przechodzą z zamkniętej pozycji (I lub V) w otwartą (II lub IV) i znów w zamkniętą. Wykonuje się z małym (petit) lub dużym (grand) skokiem i ze zderzeniem nóg (battu). Podobnie wykonuje się e. na palcach.

- Enchaînement – rząd kombinowanych ruchów i póz tanecznych tworzący frazę taneczną.

- En dedans – zamknięty układ nóg – stopy (palce) i kolana złączone, skierowanie ruchu nogi pracującej do tyłu, w bok lub do przodu, tzn. do wewnątrz, ku nodze oporowej, obrót (piruet) skierowany ku nodze oporowej.

- En dehors – główny układ nóg przyjęty w balecie klasycznym (wykręcenie, rozwarcie), skierowanie ruchu nogi pracującej w przód, w tył lub w bok od nogi oporowej, obrót wykonywany od nogi oporowej na zewnątrz.

- En face – frontalne położenie figury wykonawcy w stosunku do widowni.

- Effacée – jedna z głównych póz tańca klasycznego, charakteryzuje się otwartym, „rozłożonym” układem ciała, powstaje przez obrót tułowia na 1/8 koła z V pozycji en face w kierunku en dehors.

- En l’air – oznaczenie pas wykonywanego w powietrzu w odróżnieniu od ruchów wykonywanych par terre – na ziemi.

- En tournant – oznacza wykonanie obrotu podczas wykonywania pas.

- Entrechat – poziomy skok z dwu nóg, w trakcie którego nogi są kilka razy rozdzielane i szybko krzyżowane. W czasie krzyżowania nogi powinny być mocno wyprostowane. W zależności od ilości ruchów mogą występować: entrechat trois, e. quatre, e. cinq, e. six.

- Entrée – początkowo wszystkie części baletu klasycznego (wejścia), sposób podziału spektakli na części np. na trzy entrée fragment baletu służący ekspozycji bohaterki, bohatera, zespołu.

- Epaulement – określone położenie tancerza, przy którym figura ustawiona jest jakby wpół obrotu do widza, głowa odwrócona do ramienia wyciągniętego wprzód. Epaulement croise, epaulement efface są wyjściowymi pozami przy tworzeniu głównych póz tańca klasycznego, a także większości tanecznych pas.

- Exercice – pierwsza część lekcji tańca klasycznego – ćwiczenia przy drążku i na środku sali.

## F
- Failli – skok z dwóch nóg na jedną, przy lądowaniu wolna noga płynnie przechodzi z I do IV pozycji i na nią zostaje przeniesiony ciężar ciała. Bywa wstępem do dużych skoków np. grand pas jeté.

- Flic-flac – ćwiczenie wyrabiające giętkość i zwrotność. Noga pracująca, początkowo wyciągnięta w bok, w przód lub w tył, zginana jest w kolanie, lekko dotyka stopą tyłu nogi oporowej, przechodzi w II pozycję, potem tak samo dotyka przodu nogi oporowej i znów odchyla się w bok, przód lub tył. Wykonywane en face i z obrotem.

- Fondu – określenie miękkiego, elastycznego plié (przysiadu z ugięciem nóg w kolanach) w czasie różnych pas.

- Fouetté – termin oznaczający rząd tanecznych pas przypominających obracającego się bąka. Fouetté na 45° to wirtuozerskie obroty na palcach, w czasie obrotu pracująca noga „zamachuje się” za łydkę nogi oporowej, zgina w kolanie, jej nosek z tyłu przenosi się do przodu, potem noga silnie wyprostowuje się z równoczesnym opuszczeniem nogi oporowej w demi-plié (pół ugięcie). Fouetté stanowi najczęściej kulminację w różnych formach tańca klasycznego, zwykle w pas de deux np. w Jeziorze łabędzim, Don Kichocie. Inne formy fouetté są komplikowane przez zmianą tempa obrotów, podniesieniem nogi na 90 itp.

- Frappes – ruchy nogi pracującej polegające na ruchu części nogi od kolana w dół (kolano zgięte, część udowa pozostaje w bezruchu). F. to oddalanie i przybliżanie noska stopy nogi pracującej do nogi oporowej w położeniu sur le cou-de-pied. Początkowo ćwiczy się miarowe powolne wyprosty i zgięcia kolana, później coraz szybsze. Frappes w baletach klasycznych służy jako środek do wyrażenia delikatności, przestrachu, kruchości, np. w finale adagia Odetty i Zygfryda w II akcie Jeziora łabędziego.

## J
- Jeté (dosłownie z jęz. francuskiego „rzucony”) – podstawowy „element” pas (kroku) klasycznego w tańcu polegający na wyrzucie nogi silnie wyprostowanej w stawie kolanowym w zadanym kierunku; w „dużych skokach” jest to także skok.

## M
- Manège – okrąg na scenie baletowej, wzdłuż którego tancerz wykonuje popisowe podskoki.

## P
- Paczka – patrz: tutu.

- Par terre – określenie wskazujące na to, że ruch ma być wykonany na podłodze (w odróżnieniu od ruchów wykonywanych w powietrzu), np. rond de jambe p.t.

- Partnerowanie – umiejętność towarzyszenia tancerce w tańcu, szczególnie w adagiu i kodzie. P. składa się z podtrzymywań i podnoszeń, w których tancerz musi się wykazać zarówno siłą, jak i zręcznością. Podczas klasycznego adagia tancerz głównie występuje jako „podpora” tancerki w piruetach (w trzymaniu górnym z charakterystycznym chwytem za środkowy palec partnera) lub z podtrzymywaniem w talii obracającej się partnerki. Trudne klasyczne i współczesne adagia obfitują ponadto w ciekawe, niskie i wysokie podnoszenia, a nawet podrzucania tancerki przez tancerza.

- Pas – z franc. krok:

a) pojedynczy wyrazisty ruch wykonywany zgodnie z zasadami tańca klasycznego lub zespół ruchów składający się na dany krok taneczny, np. pas de chat,
b) konkretny taniec w balecie klasycznym, np. pas de ruban (taniec ze wstążką),
c) wieloczęściowa forma taneczna w balecie klasycznym, np. pas de deux i pas de trois (np. w I akcie Jeziora łabędziego).
- Pas d’action – złożona forma taneczno-muzyczna organicznie związana z rozwojem akcji baletu. W toku rozwoju baletu klasycznego utrwaliła się forma pas d’action złożona z entrée, adagia solistów z towarzyszeniem koryfejów i corps de ballet, kilku wariacji i wspólnej kody. Pas d’action zatrzymuje w kluczowych momentach tok akcji i wyraża uczucia bohaterów (a przede wszystkim służy tanecznemu popisowi).

- Pas de basque – skok z nogi na nogę. Noga wykonuje najpierw demi-rond palcami po podłodze, na nią parterowym skokiem zostaje przeniesiony ciężar ciała, druga noga poprzez I pozycję zostaje przeniesiona do przodu i nogi zostają połączone w V pozycji.

- Pas de caractère – wariacja stylizowana natańcu ludowym, na przykład: taniec hiszpański i taniec węgierski w Jeziorze łabędzim, również taniec stylizowany na charakterystycznych ruchach, na przykład lalek, murzynów, ołowianych żołnierzyków.

- Pas de chat – dosłownie: koci skok, skok naśladujący delikatny, pełen gracji skok kota. Nogi zgięte w kolanach po kolei wyrzucane są do tyłu (przodu, w bok), korpus jest zgięty, upozowanie rąk może być różne.

- Pas de ciseaux – skok z jednej nogi na drugą, podczas którego wyciągnięte nogi zostają po kolei wyrzucone do przodu, na moment łączą się w powietrzu, po czym jedna przez I pozycję ostro przechodzi w arabeskę.

- Pas de deux – taniec dwojga.

- Pas de poisson – skok ryby, skok z jednej nogi na drugą z wyrzuceniem nóg do tyłu i charakterystycznym wygięciem korpusu, upozowaniem rąk i głowy.

- Pas de quatre – wariacja w tańcu klasycznym wykonywanym przez cztery tancerki lub czterech tancerzy

- Pas de trois – taniec trojga.

- Pas marché – krok, w którym (w odróżnieniu od zwykłego kroku) stopa stawiana jest na podłodze z palców, a nie z pięty.

- Pas de soubresaut – skok z dwu nóg na dwie nogi rozpoczynany i zakończony w V pozycji. W powietrzu nogi również pozostają w tej pozycji, a tułów silnie wygina się do tyłu.

- Passé – droga nogi pracującej podczas wykonywania pas (przejściu z jednej pozycji w drugą). Noga może przechodzić na poziomie sur le cou-de-pied, na poziomie kolana oraz na poziomie I pozycji (par terre).

- Pirouette – dawniej termin oznaczający rodzaj obrotu w tańcu, obecnie używany tylko w stosunku do tańca żeńskiego. W tańcu męskim wszystkie rodzaje obrotów noszą nazwę tours.

- Pique – pozycja tańca baletowego, kiedy balerina staje na końcach palców bez uprzedniego zginania kolan.

- Plié – francuskie określenie dla pracy nóg, stosowane w tańcu klasycznym, które można przetłumaczyć na język polski jako przysiad. Wykonuje się je w pięciu pozycjach tańca klasycznego, między innymi jako jedno z ćwiczeń baletowych, wykonywanych przy drążku (barre). Plié jest nieodłącznym elementem każdego klasycznego pas. Nadaje tańcowi charakterystyczną miękkość i plastykę.

- Pointe – pozycja tańca baletowego polegająca na staniu na czubkach palców.

- Pointy – (fr. pointe – szpic) – twarde baletki, przeznaczone do tańca klasycznego lub ostatnio używane w tańcu współczesnym. Tancerki tańcząc, stoją na samych czubkach palców, czyli wchodzą na pointy. Artystka wchodząca na pointy ma stwarzać wrażenie lekkości i unoszenia się w powietrzu

- Port de bras – prawidłowy ruch i ułożenie rąk (arrondi lub allongee) w różnych tanecznych pozach, z obrotem, pochyleniem głowy i przegięciem tułowia.

- Pozycje – balet klasyczny posługuje się w opisie i nauczaniu od wieków niezmiennymi, utrwalonymi i nazwanymi układami ciała, z których w połączeniu z krokami (pas) budowany jest taniec (układ choreograficzny). Jako podstawowe, swoiste baletowe „abc”, uznaje się pięć pozycji rąk i nóg:
  - pozycja I – stopy wykręcone na zewnątrz, ustawione w jednej linii, pięty stykają się, ręce zaokrąglone uniesione lekko z przodu, palce dłoni nie stykają się,
  - pozycja II – stopy rozsunięte, ustawione na jednej linii, ramiona rozłożone, zachowana symetria ciała,
  - pozycja III – jedna stopa ustawiona przed drugą, pięta ustawiona w połowie długości drugiej stopy, stopy ciasno do siebie przylegają, jedna ręka odwiedziona w bok, druga jak w poz. I,
  - pozycja IV – jedna noga wysunięta do przodu, stopy odsunięte, obie wykręcone, jedna ręka odwiedziona w bok, druga, uniesiona w górę tworzy łuk,
  - pozycja V – stopy ustawione równo jedna przed drugą, ciasno przylegające, nogi skrzyżowane, obie ręce uniesione do góry tworzą zaokrąglone linie.

- Préparations – ruchy przygotowujące do wykonania określonego pas – battements, pirouette, skoków itd.

- Primabalerina – pierwsza tancerka zespołu baletowego, wykonująca główne partie.

- Primaballerina assoluta – tytuł przyznawany niezwykłym tancerkom, które wniosły ogromny wkład w rozwój i promocję baletu.

## R
- Relevé – podniesienie się tancerza (tancerki) na pół palce lub palce, może także oznaczać podniesienie wyprostowanej nogi na wysokość 90° w różnych kierunkach.

- Renversé – silne i wyraziste przegięcie tułowia w pozie przechodzące w pas de bourrée en tournant, które kończy się wyprostowaniem tułowia. Istnieją rozmaite rodzaje renversé – wykonywane en dehors, en dedans, na palcach, pół palcach, ze skokiem, w obrocie i z plié.

- Révérence – kobiecy ukłon z przysiadem – przejście z nogi na nogę w demi plié w IV pozycji.

- Révoltade – skok z przeniesieniem jednej wyprostowanej nogi za drugą, z obrotem w powietrzu. Wykonywane przez mężczyzn z jednym lub dwoma obrotami. Skok zaczyna się w ustawieniu przodem do przeciwległej kulisy, a kończy tyłem do niej, najczęściej w pozycji arabesque.

- Rond de jambe – ruch nogą po okręgu en dehors i en dedans. Występują odmiany rond de jambe: noskiem stopy po podłodze (par terre), na wysokości 45° i 90° (en l’air) oraz z wyrzutem nogi na 90° (grand rond de jambe jeté). Ćwiczenie to wyrabia ruchomość stawu biodrowego.

## S
- Saut de basque – wysoki skok z nogi na nogę z ruchem w bok i obrotem (lub dwoma) w powietrzu. Podczas saut de basque jedna noga zostaje wyrzucona na wysokość 90°, druga dotyka noskiem kolana pierwszej. Lądowanie na nogę wykonującą wyrzut.

- Sauté – pas sauté lub temps sauté:

a) skok z dwóch nóg na dwie nogi z zachowaniem początkowej pozycji zarówno w powietrzu, jak i przy lądowaniu,
b) termin, wskazujący na to, że ruch powinien być wykonany ze skokiem.
- Simple – termin wskazujący, że spośród grupy ruchów (pas) jednego typu ma być wykonany jego najprostszy wariant, np. pas de bourrée simple, sissonne simple.

- Sissonne – duża i zróżnicowana grupa skoków z dwóch nóg na jedną, wykonywanych w miejscu lub z przemieszczeniem się w bok, z obrotem w powietrzu itd.

- A solo (z wł. „samemu, pojedynczo”) – partia solowa w balecie, wykonywana przez jednego tancerza lub tancerkę, potocznie solówka. Wiąże się, zwłaszcza w baletach klasycznych, z wirtuozerskim popisem.

- Soutenu – pas przygotowawcze, zwykle przed obrotem lub piruetem, polegające na przesunięciu jednej nogi ruchem ślizgowym w bok, dostawieniu drugiej do V pozycji, po czym następuje np. wskok (wspięcie się) na palce.

- Suivi – pas de bourree suivi, nieprzerwane, miękkie przestępowanie z nogi na nogę wykonywane na palcach stop w V pozycji. W ten sposób tancerki płynnie przemieszczają się po scenie, jakby płynęły tuż nad ziemią.

- Sur le cou-de-pied – położenie wyciągniętej stopy nogi pracującej na wysokości kostki nogi oporowej (z tyłu, z przodu lub obejmując nogę oporną).

## T
- Temps levé – skok w górę na jednej nodze, podczas gdy druga znajduje się w położeniu sur le cou-de-pied lub innej pozie, najczęściej temps levé jest powtarzane kilka razy.

- Temps lié – grupa ruchów wykonywanych w wolnym tempie na środku sali, wyrabiająca równowagę i koordynację, przygotowanie do adagio. Na temps lié składają się z różnego rodzaju battements ćwiczonych z pracą rąk, głowy i tułowia (pozy, port de bras).

- Terre à terre – taniec zbudowany w oparciu o ruchy wykonywane na podłodze (par terre) w odróżnieniu od tańca opartego na skokach.

- Tire-bouchon – położenie nogi pracującej podniesionej na 90° i zgiętej w kolanie, nosek stopy prawie dotyka nogi opornej. Wykonywany w tej pozie piruet wydaje się bardziej wirtuozowski, niż gdy nosek nogi pracującej pozostaje w zwykłym położeniu passé w okolicy kolana lub sur le cou-de-pied.

- Tombé – pas tombé, przeniesienie środka ciężkości z nogi oporowej w demi-plie na wolną nogę. Druga noga przyjmuje wówczas ułożenie sur le cou-de pied lub opiera się noskiem o podłogę.

- Tour – dosł. obrót, obrót ciała wokół osi pionowej o 360°. Wyróżnia się obroty na podłodze (dawniej: pirouette) i w powietrzu (tour en l’air). Oba posiadają mnóstwo odmian w zależności czy wykonywane są en dehors czy en dedans, zaczynają się z II, IV czy V pozycji i w jakiej pozie się kończą. Dzielą się także na małe i wielkie, z jednej i z dwóch nóg itd.

- Tour en l’air – wykonywany przede wszystkim przez mężczyzn, zwykle jako grand changement de pied, czyli skok w miejscu z V pozycji z lądowaniem także w V, ze zmianą nóg w powietrzu i obrotem lub dwoma. Tour en l’air może być zakończony rozmaitymi pozami.

- Tour lent – wolny obrót na jednej nodze w tzw. dużych pozach (arabesque, attitude) a la seconde, croisée, effacée i ecartée. Wykonywany jest na całej stopie lub pół palcach i w demi-plie. Bywają tour lent, w których początkowa poza przechodzi płynnie w inną w trakcie obrotu.

- Tutu – klasyczna spódnica baletowa, zazwyczaj płaska w pasie lub biodrach, wykonana z kilku warstw tiulu lub tarlatanu (rodzaj muślinu)